# Бањара (Перуђа)
Бањара (итал. Bagnara) је насеље у Италији у округу Перуђа, региону Умбрија.
Према процени из 2011. у насељу је живело 237 становника. Насеље се налази на надморској висини од 636 м.